# Hành động của Wikimedia Foundation với Wikipedia tiếng Trung năm 2021

Logo của Wikimedians of Mainland China, nhóm người dùng bị điều tra trong vụ việc

Vào ngày 13 tháng 9 năm 2021, Wikimedia Foundation đã có hành động chính thức đối với Wikipedia tiếng Trung sau khi điều tra những người dùng từ Wikimedians of Mainland China (WMC hoặc WMCUG), một nhóm người dùng Wikipedia.
Vào lúc 16:13, ngày 13 tháng 9 năm 2021 GMT (00:13, ngày 14 tháng 9 năm 2021 Giờ Bắc Kinh), Wikimedia Foundation đã cấm toàn cục bảy tài khoản khỏi việc sửa đổi Wikipedia, thu hồi quyền bảo quản viên của 12 tài khoản và cảnh báo 12 người dùng khác. Bốn trong số mười bảo quản viên tích cực nhất trên Wikipedia tiếng Trung đã bị thu hồi quyền. Những hành động này được công bố vào ngày 13 tháng 9 năm 2021 GMT bởi Maggie Dennis, Phó Chủ tịch phụ trách Sự Kiên cường và Bền vững Cộng đồng của Bộ phận Pháp lý tại Wikimedia Foundation.

## Sự kiện theo sau
Vào ngày 7 tháng 10 năm 2021, tại kỳ họp thứ 62 của Tổ chức Sở hữu Trí tuệ Thế giới (WIPO), Cộng hòa Nhân dân Trung Hoa đã bỏ phiếu phản đối đơn xin trở thành quan sát viên chính thức của WIPO từ Wikimedia Foundation với lý do Wikipedia đã vi phạm "nguyên tắc một Trung Quốc" và "phát tán thông tin sai lệch". Trung Quốc là quốc gia duy nhất trong số 193 thành viên của tổ chức bỏ phiếu phản đối đơn xin gia nhập WIPO này, khiến đơn xin gia nhập của Wikimedia Foundation bị từ chối.
Một thành viên của Wikimedia đã cho Đài Tiếng nói Hoa Kỳ xem ảnh chụp màn hình về thông báo do người dùng bị khóa toàn cục "Walter Grassroot" trong nhóm QQ của Wikimedians of Mainland China đưa ra sau khi đơn xin gia nhập của Wikimedia Foundation bị từ chối. Theo thông báo này, sau khi Wikimedia Foundation chặn người dùng Trung Quốc, các thành viên Wikimedia ở Trung Quốc đã gửi các tài liệu có liên quan đến Đại sứ quán Trung Quốc tại Geneva thông qua nhiều kênh khác nhau. Walter Grassroot cũng cho rằng việc đơn xin gia nhập WIPO của Wikimedia Foundation bị từ chối là một tin tốt. Từ năm 2021 đến năm 2024, mọi nỗ lực của Wikimedia Foundation và các chi nhánh địa phương để gia nhập WIPO đều thất bại.